# Воллес Шон
Воллес Майкл Шон (англ. Wallace Michael Shawn; нар. 12 листопада 1943) — американський актор кіно і телебачення, актор озвучування, драматург і есеїст. Серед його кіноролей Воллі Шон (вигаданий персонаж на основі самого себе) у комедійній драмі режисера Луї Маля «Моя вечеря з Андре» (1981), Джона Лара у «Prick Up Your Ears» (1987), Віззіні в «Принцеса-наречена» (1987), Джеймса Голла в «Безголові» (1995), і озвучки Рекса в серії мультфільмів «Історія іграшок». Він також грає доктора Джона Стуржіса в телесеріалі «Юність Шелдона». З'являвся в різних телесеріалах, включаючи повторювані ролі як Гранд Нагус Зек у «Зоряний шлях: Глибокий космос 9», Manny в грі King's Quest (1993—1999) і Cyrus Rose у телесеріалі «Пліткарка» (2008—2012).

## Основна фільмографія
| Рік       | Назва                                | Оригінальна назва              | Роль                                                | Примітки                 |
| --------- | ------------------------------------ | ------------------------------ | --------------------------------------------------- | ------------------------ |
| 2021      | Родина Аддамсів 2                    | The Addams Family 2            | містер Мустела (озвучення)                          |                          |
| 2020      | Фестиваль Ріфкіна                    | Rifkin's Festival              | Морт Ріфкін                                         |                          |
| 2018—2020 | Юний Шелдон                          | Young Sheldon                  | д-р Джон Стерджис                                   | телесеріал, 28 епізодів  |
| 1995—2019 | Історія іграшок (серія мультфільмів) | Toy Story (franchise)          | Рекс (озвучення)                                    |                          |
| 2016—2019 | Шумне і брудне шоу                   | The Stinky & Dirty Show        | автокран Толл (озвучення)                           | мультсеріал, 18 епізодів |
| 2019      | Шлюбна історія                       | Marriage Story                 | театральний актор                                   |                          |
| 2018      | Книжковий клуб                       | Book Club                      | Дерек                                               |                          |
| 2015      | План Меггі                           | Maggie's Plan                  | Кліглер                                             |                          |
| 2013      | Іспит для двох                       | Admission                      | Кларенс                                             |                          |
| 2012      | Прощальний квартет                   | A Late Quartet                 | Гедеон Розен                                        |                          |
| 2008—2012 | Пліткарка (телесеріал)               | Gossip Girl                    | Сайрус Роуз                                         | телесеріал, 11 епізодів  |
| 2007      | Нові пригоди Попелюшки               | Happily N'Ever After           | Мунк (озвучення)                                    |                          |
| 2006      | Принци повітря                       | Air Buddies                    | Біллі                                               |                          |
| 2006      | Казки Півдня                         | Southland Tales                | Барон фон Вестфален                                 |                          |
| 2005      | Курча Ціпа                           | Chicken Little                 | директор (озвучення)                                |                          |
| 2004      | Різдвяна пригода                     | Karroll's Christmas            | Зеб Розког                                          |                          |
| 2004      | Суперсімейка                         | The Incredibles                | Гілберт Гуф (озвучення)                             |                          |
| 2004      | Мелінда та Мелінда                   | Melinda and Melinda            | Сай                                                 |                          |
| 2004      | Улюбленець учителя                   | Teacher's Pet                  | Кросбі Стріклер (озвучення)                         |                          |
| 2003      | Будинок із приколами                 | The Haunted Mansion            | Езра                                                |                          |
| 2003      | Дюплекс                              | Duplex                         | Герман                                              |                          |
| 2001      | Прокляття нефритового скорпіона      | The Curse of the Jade Scorpion | Джордж Бонд                                         |                          |
| 1999      | Мій улюблений марсіанин              | My Favorite Martian            | доктор Елліот Колі                                  |                          |
| 1993—1999 | Зоряний шлях: Глибокий космос 9      | Star Trek: Deep Space Nine     | Зек                                                 | телесеріал, 7 епізодів   |
| 1997      | Канікули у Вегасі                    | Vegas Vacation                 | круп'є                                              |                          |
| 1996—1997 | Безголові                            | Clueless                       | Джеймс Голл                                         | телесеріал, 18 епізодів  |
| 1996      | Усі собаки потрапляють до раю 2      | All Dogs Go to Heaven 2        | Чарльз «Чарлі» Б. Баркін, німецька вівчарка (голос) |                          |
| 1995      | Канікули Гуфі                        | A Goofy Movie                  | директор Мазур (озвучення)                          |                          |
| 1995      | Канадський бекон                     | Canadian Bacon                 | Прем'єр-міністр Канади                              |                          |
| 1995      | Безголові                            | Clueless                       | Джеймс Голл                                         |                          |
| 1994      | Ваня на 42-й вулиці                  | Vanya on 42nd Street           | Ваня                                                |                          |
| 1991      | Тіні і туман                         | Shadows and Fog                | Саймон Карр                                         |                          |
| 1989      | Ми не янголи                         | We're No Angels                | перекладач                                          |                          |
| 1987      | Нагостріть ваші вуха                 | Prick Up Your Ears             | Джон Лар                                            |                          |
| 1987      | Дні радіо                            | Radio Days                     | месник у масці                                      |                          |
| 1987      | Вікно спальні                        | The Bedroom Window             | адвокат Гендерсона                                  |                          |
| 1987      | Принцеса-наречена                    | The Princess Bride             | Віззіні                                             |                          |
| 1984      | Готель «Нью-Гемпшир»                 | The Hotel New Hampshire        | Фрейд                                               |                          |
| 1983      | Угода століття                       | Deal of the Century            | Гарольд Девото                                      |                          |
| 1981      | Моя вечеря з Андре                   | My Dinner with Andre           | Воллі                                               |                          |
| 1979      | Мангеттен (фільм, 1979)              | Manhattan                      | Джеремая                                            |                          |

## Додаткова література
- Higgins, J. (2012). «The End of Room-Space: Domesticity and the Absent Audience in Wallace Shawn's the Fever». Journal of Dramatic Theory and Criticism. 26 (2): 57–74.
- King, W. D. (1997). Writing Wrongs: The Work of Wallace Shawn. Philadelphia: Temple University Press. ISBN 1-56639-517-8.